# CS Cargo
C. S. Cargo este o companie de logistică și transport din Cehia ce furnizează servicii în Europa de Est și Europa Centrală.
Compania operează în Cehia, Slovacia, România, Polonia, Ungaria și Rusia.
CS Cargo Holding este unul dintre liderii de piață din Europa Centrală, furnizând servicii complete de transport și logistică.
Grupul, fondat în 1995, a continuat să-și mărească anual cifra de afaceri, care a ajuns 4,3 miliarde CZK (160,3 milioane euro) în 2007.
C. S. Cargo Group este organizat pe o structură de tip holding, a cărui companie mamă este înregistrată în Olanda.
Grupul financiar Trifid deține holdingul în proporție de 100%.
Trifid este deținut de două persoane fizice, în proporție egală, Marek Lehečka și Petr Zvěřinský, și de către un nou acționar, grupul bancar UniCredit.
În anul 2008, a achiziționat compania cehă de transport JTC Transcentrum.
De asemenea, și-a întărit semnificativ și poziția pe piața poloneză prin preluarea celui mai important operator logistic TSL Unitrans.
Compania este prezentă și în România, având sediul la Ploiești.
Cifra de afaceri în 2007: 172 milioane Euro (dublu față de 2006).